# Агумаа Кіазим Караманович
Кіази́м Карама́нович Агума́а (* 18 квітня 1915, село Гвада — † 8 грудня 1950, Сухумі) — абхазький письменник.

## Біографічні відомості
1937 року закінчив Калінінський педагогічний інститут. У 1942—1944 роках перебував у партизанському загоні на Брянщині.

## Творчість
Автор ліричних віршів, книги оповідань, кількох п'єс і незакінченого роману «Селім».
Переклав абхазькою мовою вірменський епос «Давид Сасунський».
Переклав поему Тараса Шевченка «Сон» («У всякого своя доля…») (1939). Переклад Агумаа вміщено в збірці творів Тараса Шевченка абхазькою мовою «Вірші та поеми» (1964).
Автор статей про Тараса Шевченка «Абхазький народ шанує пам'ять поета» та «Поет, революціонер і громадянин» (обидві — 1939).